# Рожайка
Рожа́йка (рос. Рожайка) — невелика річка в південній частині Московської області Росії, права притока Пахри. Починається в болотах біля селища Молоді Чеховського району Московської області.

## Характеристика
Довжина річки 51 кілометр, площа водозбору 434 км² належить до басейну Оки. Витік знаходиться на висоті 180 метрів над рівнем моря, річка починається злиттям струмків Тюнюковського та Безімяного. Гирло — злиття з річкою Пахрою, висота 117 метрів над рівнем моря. Ухил складає 0,597 м/км. Ширина 10-18 метрів, глибина 0,4-0,9 метра, швидкість течії 0,2 м/с, дно піщане та кам'янисте. По берегам річки розповсюджені карсти. У Рожайку впадає чимало холодних джерел через що вода в річці завжди холодна.
Назва річки, ймовірніше за все, має балтійське походження: відомий литовський географічний термін ražà, який, серед іншого, також означає «невеликий струмок між полями», «вузька заглибина між двома узвишшями».

## Притоки
- Головна притока — Рогожка

## Цікаві об'єкти на берегах
- Садиба Одинцово — деяких час була власністю князів Голіциних
- Битяговська курганна група (близько 15 насипів ХІІ-ХІІІ століть)
- Нікітське з обох берегів. На правому березі знайдені виходи темної глини юрського періоду зі слідами вимерлих тварин що жили на території колишнього мілкого моря. У вапнякових відкладах зустрічаються поклади гірського кришталю.
- Курганна група «Нікітське-1» (близько 10 насипів) ХІІ-ХІІІ століть на правому березі.
- Костантиново — на початку ХІХ століття належало Пржевальським. М. Пржевальський тут жив у свого брата.
- На правому березі — місто Домодєдово

## Цікаві факти
У 1572 році біля Рожайки відбулась битва при Молодях